# Playhouse Teater
Playhouse Teater är en teater på Drottninggatan i Stockholm. Teatern är inriktad mot översatt, nyskriven engelskspråkig dramatik från USA och Storbritannien. Verksamheten inleddes år 2000 på Sibyllegatan vid Östermalmstorg. Till en början var verksamheten inhyrd, men 2002 togs lokalen över av Playhouse Teater. År 2015 flyttade Playhouse Teater till Drottninggatan och tog över en större lokal, dåvarande Spaghettioperan Regina. En totalrenovering och ombyggnation genomfördes. Direkt i anslutning finns bar och bistro. Elisabet Klason och Björn Lönner grundade teatern och är konstnärliga ledare sedan starten. 